# TSV Kücknitz
Der TSV Kücknitz ist ein Sportverein aus dem Lübecker Stadtteil Kücknitz. Die erste Fußballmannschaft spielte fünf Jahre in der höchsten Amateurliga Schleswig-Holsteins.

## Geschichte
Der Verein entstand im Jahre 1945 als Nachfolger des 1911 gegründeten Turnvereins Kücknitz und eines im Jahre 1933 verbotenen, namentlich nicht bekannten Arbeitersportvereins. Zwei Jahre später gehörte der TSV zu den Gründungsmitgliedern der Landesliga Ost, verpasste aber die Qualifikation zur eingleisigen Landesliga Schleswig-Holstein. Im Jahre 1952 wurde der Wiederaufstieg nach einer 2:3-Niederlage im Entscheidungsspiel gegen den TSV Lägerdorf verpasst. Erst 1955 gelang die Rückkehr in die höchste Spielklasse Schleswig-Holsteins. Dort wurde in der Aufstiegssaison ein siebter Platz erreicht und im Saisonverlauf gelang den Kücknitzern ein 3:2-Sieg beim lokalen Aushängeschild VfB Lübeck. 
Im Jahre 1958 musste der TSV wieder absteigen und kehrte erst 1967 zurück. Kurz nach dem Aufstieg musste die Mannschaft zahlreiche Leistungsträger wie Jürgen Stars an den VfB bzw. 1. FC Phönix abgeben, so dass der Klassenerhalt knapp verpasst wurde. 1972 folgte der Abstieg in die Bezirksliga. Zwischen 1975 und 1978 kehrte die Mannschaft nochmal in die Verbandsliga zurück, ehe der TSV zu einer Fahrstuhlmannschaft zwischen Bezirksliga und -klasse wurde. In der Saison 1993/94 spielten die Kücknitzer noch einmal Landesliga. 
1999 gehörte der TSV zu den Gründungsmitgliedern der Bezirksoberliga Süd, aus der sie im Jahre 2002 abstiegen. Im Jahre 2007 folgte der Abstieg aus der Bezirksliga. Seit 2010 tritt der TSV in der Kreisliga Lübeck an. 
Der TSV nahm an der Hauptrunde des DFB-Pokals 1975/76 teil. Nachdem sich die Kücknitzer in der ersten Runde beim VfL Trier mit 6:3 nach Verlängerung durchsetzen konnten, schieden sie in der zweiten Runde vor heimischem Publikum gegen den Zweitligisten DJK Gütersloh
mit 0:1 aus dem Wettbewerb aus.